# Saint-Bernard (Quebec)
| Saint-Bernard                 |                        |
|                               |                        |
| Coordenadas: 46°30' N 71°08'W |                        |
| Província                     | Quebec                 |
| Região administrativa         | Chaudière-Appalaches   |
| Incorporado em                | 9 de maio de 1987      |
| Prefeito                      | Liboire Lefebvre       |
|                               |                        |
| Área                          |                        |
| - Cidade                      | 87,56 km², 35,1 mi²    |
| Fuso horário                  | UTC -5                 |
| População (2006)              |                        |
| - Cidade                      | 2,015                  |
| - Densidade                   | 23 hab/km², 57 hab/mi² |

Saint-Bernard é uma municipalidade canadense do conselho municipal regional de La Nouvelle-Beauce, Quebec, localizada na região administrativa de Chaudière-Appalaches. Em sua área de pouco mais de 87 km², habitam cerca de duas mil pessoas.